# Онейда (озеро)
Озеро Онейда (англ. Oneida Lake) — найбільше озеро, що цілком знаходиться в штаті Нью-Йорк (206,9 км²). Озеро розташоване на північний схід від міста Сіракузи неподалік від Великих озер, служить одниз з вузлів на Каналі Ері. З озера витікає річка Онейда, що впадає в річку Освего, яка в свою чергу впадає в озеро Онтаріо. Озеро Онейда названо за назвою племені ірокезів, що мешкало в цьому районі.
Розміри озера 33 x 8,7 км, глибина 6,4 м, довжина берегової лінії близько 89 км. На берегу озера розташовані 6 округів. Озеро мілководніше, ніж інші навколишні озера, тому улітку воно теплаше, а узимку вкривається товстим шаром льоду, що робить його популярним для зимових видів спорту та підльодного лову риби.
| США | Це незавершена стаття з географії США. Ви можете допомогти проєкту, виправивши або дописавши її. |

1. 1 2  Geographic Names Information System